# اليمامة (أعزاز)
اليمامة  قرية سوريّة تتبع إداريّاً لمحافظة حلب منطقة أعزاز ناحية صوران، بلغ تعداد سكانها 3,547 نسمة حسب التعداد السكاني لعام 2004.